# Nectopsyche minuta
Nectopsyche minuta là một loài Trichoptera trong họ Leptoceridae. Chúng phân bố ở miền Tân bắc.